# أل فاندويغ
أل فاندويغ (بالإنجليزية: Al Vandeweghe)‏ هو لاعب كرة قدم أمريكية أمريكي، ولد في 25 أكتوبر 1920، في ويكوف ‏ في الولايات المتحدة، وتوفي في 2 فبراير 2014 في ميدلوثيان فرجينيا ‏ في الولايات المتحدة.

## وصلات خارجية
- أل فاندويغ على موقع مرجع كرة القدم المحترفة.كوم (الإنجليزية)